# Mackó-show a nagy kék házban
A Mackó-show a nagy kék házban vagy Mackó-show a kék házban (eredeti cím: Bear in the Big Blue House) amerikai televíziós bábfilmsorozat, amelyet a The Jim Henson Company készített. 
Amerikában a Disney Channel adó "Playhouse Disney" blokkja sugározta, Magyarországon a Minimax adta.

## Szereplők
| Szereplő        | Eredeti hang                      | Magyar hang                   | Leírás                                        |
| --------------- | --------------------------------- | ----------------------------- | --------------------------------------------- |
| Mackó           | Noel MacNeal                      | Gesztesi Károly               | A sorozat főszereplője, egy nagy barnamedve.  |
| Rágcsa (Tutter) | Peter Linz                        | Boros Zoltán                  | Egy aprócska kék egér, aki szereti a sajtot.  |
| Pip és Pop      | Peter Linz Tyler Bunch            | Bodrogi Attila Németh Kriszta | A lila bundás vidraikrek.                     |
| Ojo             | Vicki Eibner                      | Seszták Szabolcs              | A vörös bundás lánymedvebocs.                 |
| Treelo          | Tyler Bunch                       | Lippai László                 | A fehér, kék és zöld színű gyűrűsfarkú maki.  |
| Árnyék          | Peter Linz Tara Mooney (hang)     | Mics Ildikó                   | Egy árnyék lány, aki nevet és mesél Mackónak. |
| Luna, a hold    | Peter Linz Lynne Thigpen (hang)   | Ullmann Zsuzsa                | A beszélő hold.                               |
| Ray, a nap      | Peter Linz Geoffrey Holder (hang) | ?                             | A beszélő nap.                                |

A szinkron a Film6ár stúdióban készült.
Magyar szöveg: Fekete Zoltán